# Michel Bardes
Pour les articles homonymes, voir Bardes (homonymie).
Pas d'image ? Cliquez ici

a Compétitions nationales et continentales officielles uniquement.

b Matchs officiels uniquement.
Michel Bardes, né le 20 janvier 1943 à Perpignan et mort le 21 mars 2017 à Saint-Estève, est un ancien joueur de rugby à XIII français évoluant au poste de deuxième ligne. Il a évolué au cours de sa carrière au XIII Catalan après avoir évolué à Roanne et à Saint-Gaudens.
Son passage à Saint-Gaudens est marqué par deux finales perdues de Championnat de France en 1966 et 1967. Il réalise ensuite le doublé Championnat de France et Coupe de France en 1969 avec le XIII Catalan.
Il a également disputé un match avec l'équipe de France en 1968 contre la Grande-Bretagne.
Son fils, Jean-Luc Bardes, est également joueur de rugby à XIII avec le XIII Catalan.

## Palmarès
- Vainqueur du Championnat de France : 1969 (XIII Catalan)
- Vainqueur de la  Coupe de France : 1969[2] (XIII Catalan).
- Finaliste du Championnat de France : 1966 et 1967 (Saint-Gaudens) et 1970 (XIII Catalan).